# جمهوری خلق لهستان
جمهوری خلق لهستان (به لهستانی: Polska Rzeczpospolita Ludowa یا به اختصار PRL) دولت سلف در لهستان کنونی، در میان سال‌های ۱۹۴۷ تا ۱۹۸۹ بود. با ۳۷٫۹ میلیون جمعیت، جمهوری خلق لهستان پس از خود شوروی پرجمعیت‌ترین دولت اقماری بلوک شرق بود. این حکومت مارکسیست-لنینیستی عضوی از پیمان ورشو هم بود.